# Lawrence Rosario Abavana
Lawrence Rosario Abavana naît en 1920 et mort le 29 mai 2004, était un homme politique ghanéen et enseignant de profession. Il a occupé divers portefeuilles ministériels sous la première république et a également été membre du conseil d'État sous la troisième république . Il était membre du Parti populaire de la Convention (CPP).

## Première vie et éducation
Abavana est né en 1920 à Navrongo (en) . Il a fait ses premières études à l'école catholique romaine de Navrongo (en) . Il a continué ses études au Collège Achimota où il a été formé comme enseignant,,.

## Politique

### Député
Il a été élu membre de l'Assemblée législative en 1951 représentant Kassena-Nankana Sud sous la bannière du Convention People's Party (CPP). La même année, il a été nommé secrétaire ministériel du ministre de la communication et des travaux publics. En 1954, il bat JE Seyire du Parti du peuple du Nord (en) par 5 795 voix contre 3 344 pour conserver son siège de membre de l'Assemblée législative.

### secrétaire ministériel
En 1951, en plus de remporter le siège de Kassena-Nankana Sud sous la bannière du CPP, il fut nommé secrétaire ministériel du ministre des Communications et des Travaux publics. Il devient secrétaire ministériel du ministre de l'Agriculture la même année 1951.

### Ministre d'État
En 1956, il est nommé ministre sans portefeuille,. Un an plus tard, il se voit confier un portefeuille : l’agriculture. En tant que ministre de l'Agriculture (en), il a dirigé la délégation ghanéenne à une conférence sur le cacao en septembre 1957. Le 4 novembre 1957, il fut nommé commissaire régional pour le nord du Ghana (ce qui comprenait la région du Nord, la région du Haut-Est et la région du Haut-Ouest ), et, en juillet 1960, il fut nommé ministre de la Santé (en).
En mai 1961, il est nommé ministre du Commerce (en); en tant que ministre du Commerce, il conduit la délégation du Ghana au Dahomey en août 1961. Il a été nommé ministre de l'Agriculture pour la deuxième fois en octobre de la même année, et en septembre 1962, il a été nommé ministre de l'Information et de la Radiodiffusion (en),. En tant que ministre de l'Information, il a dirigé la délégation ghanéenne à la Conférence des ministres de l'Information des pays africains du Commonwealth, à Londres en juillet 1963. Il a été ministre de la Santé pour la deuxième fois d'octobre 1963 à janvier 1964. En tant que ministre de la Santé, il a dirigé la délégation ghanéenne à la Conférence sur la santé, l'assainissement et la nutrition qui s'est tenue à Alexandrie, en République arabe unie (RAU), en janvier 1964. Il a conduit une autre délégation en mars 1964 à l’Assemblée mondiale de la santé à Genève[réf. nécessaire].
En mai 1964, il est nommé ministre de l'Intérieur, et en février 1965, ministre des Mines et des Ressources minérales (en). Le 11 juin 1965, il est reconduit dans ses fonctions de ministre de l'Intérieur,. Il a occupé ce poste jusqu’au renversement du gouvernement Nkrumah (en) en 1966[réf. nécessaire].

### Membre du Conseil d'État
Il a été nommé membre du Conseil d'État de la troisième république par Hilla Limann, mandat qui a duré de 1979 à 1981, jusqu'à ce que Hilla Limann soit destitué par un coup d'État de Jerry John Rawlings le 31 décembre 1981.

## Vie personnelle
Abavana était catholique romain et il a été président de l'Association des travailleurs catholiques retraités de 1992 jusqu'à sa mort[réf. nécessaire].

## Mort
Abavana est décédé à l'âge de 84 ans le 29 mai 2004. Il a reçu des funérailles nationales dans sa ville natale de Navrongo, dans la région du Haut-Est, le 3 juillet 2004[réf. nécessaire].

## Mémoriaux et héritage
Des rues, des routes, des croissants et des carrefours ont été nommés en son honneur, les plus populaires d'entre eux étant ceux de la région métropolitaine d'Accra, en particulier à Kotobabi et Maamobi,,,. Il existe des écoles à Accra et dans le Nord qui ont des structures nommées en son honneur, la plus notable d'entre elles étant l'Abavana Cluster of Schools, une école de base à Kotobabi dans la zone métropolitaine d'Accra,,.